# Csém
Csém là một thị trấn thuộc hạt Komárom-Esztergom, Hungary. Thị trấn này có diện tích 6,29 km², dân số năm 2010 là 480 người, mật độ 76 người/km².